# Bella Block: Geldgier
Geldgier ist ein deutscher Fernsehfilm aus dem Jahr 1997. Es handelt sich um den 3. Filmbeitrag der ZDF-Kriminalfilmreihe Bella Block.

## Handlung
Kurz nach der Entlassung Gregor Hoppes, der wegen der Entführung des Sohns der reichen Familie Mommsen verurteilt wurde und zwölf Jahre verbüßen musste, wird der damalige Zeuge und Polizist Peter Grabowski tot aus der Elbe geborgen. Bella Block kannte das Opfer und ist noch immer verärgert darüber, wie der Mann seinerzeit von den Behörden behandelt worden war. Es wurden Vorwürfe gegen ihn erhoben, wonach er mit dem Entführer zusammengearbeitet und sich am Lösegeld beteiligen lassen hatte. Das Lösegeld ist jedoch bis heute nicht aufgetaucht. Mittlerweile ist dieses Geld eigentlich wertlos, denn die gezahlten 1000 Mark-Scheine wurden inzwischen ungültig. Lediglich der rechtmäßige Besitzer – die Familie Mommsen – könnte es legal in neue Geldnoten umtauschen.
Bella Block hält Gregor Hoppe für den Mörder von Grabowski, doch scheint er für die Tatzeit ein Alibi zu haben. Dennoch wird Hoppe observiert, dem es allerdings gelingt der Überwachung zu entkommen. Der Fall bekommt eine unerwartete Wendung, als plötzlich Angelika Mommsen, die Ehefrau des seinerzeit entführten Friedemann, in ihrer Hausbank acht Millionen alte Banknoten in aktuell gültige umtauscht. Bella Block, die gerade bei den Mommsens eintrifft, ist ebenso überrascht, als sie auch Hoppe dort antrifft. So stellt sich heraus, dass die Entführung von den Mommsens seinerzeit inszeniert worden war, um Firmengelder für sich verfügbar zu machen. Hoppe sollte als Sündenbock herhalten und als Lohn für seine Mitarbeit die Hälfte des Geldes bekommen. Das sieht er nun gefährdet und beginnt die Nerven zu verlieren. Er bedroht sowohl Angelika Mommsen als auch die Kommissarin mit einer Waffe und fordert „sein Geld“. Als er die Aussichtslosigkeit seiner Lage begreift, erschießt er sich selber. Zuvor hatte er zugegeben, sich mit Grabowski getroffen zu haben und dessen tödlicher Sturz ins Wasser ein Unfall gewesen wäre.

## Hintergrund
Der Film wurde in Hamburg gedreht und am 8. März 1997 um 20:15 Uhr im ZDF erstausgestrahlt.